# アロンソ・ムニョス
アロンソ・ムニョス（Alonzo Muños、生年不詳 - 1620年）は、江戸時代初期に来日したスペインのフランシスコ会宣教師。名のアロンソはAlonso、姓のムニョスはMuñozとも表記される。

## 経歴・人物
スペイン領東インド（現在のフィリピン）にて布教活動を行っていたころに日本への渡航を命じられ、1598年に同地への渡航を志したが悪天候により断念し失敗する。その後はフィリピンに戻り、マニラを拠点に活動を行い修道院長や日本管区長を務めた。1606年（慶長11年）に再度日本への渡航を志し成功し、江戸幕府将軍の徳川家康と謁見する。
日本では大坂を中心に布教活動を行い、その傍らで大坂で修道院および聖堂の改築に携わり、のち江戸に入った。1609年（慶長14年）、ムニョスがかつて布教活動を行っていたフィリピンの前総督ドン・ロドリゴは、ヌエバ・エスパーニャ（現在のメキシコ）への帰途台風に遭い上総国岩和田村（現在の御宿町）田尻の浜に漂着し、翌1610年（慶長15年）に家康より貸し出されたサン・ブエナ・ベントゥーラ号で帰郷した。推薦により京の商人田中勝介らとともにドン・ロドリゴの帰郷に同行し、ムニョスはヌエバ・エスパーニャを経てスペインに帰国した。帰国に際して家康および秀忠の親書を託されており、スペイン国王フェリペ3世に渡している。この答礼によって、後の1615年（元和元年）にムニョスと同じフランシスコ会士だったディエゴ・デ・サンタ・カタリナが来日を果たした。帰国後はサンディエゴ（当時はメキシコ領に所在）の管区長となり、日本とメキシコの貿易を斡旋するも実現しなかった。